# Kolgujew

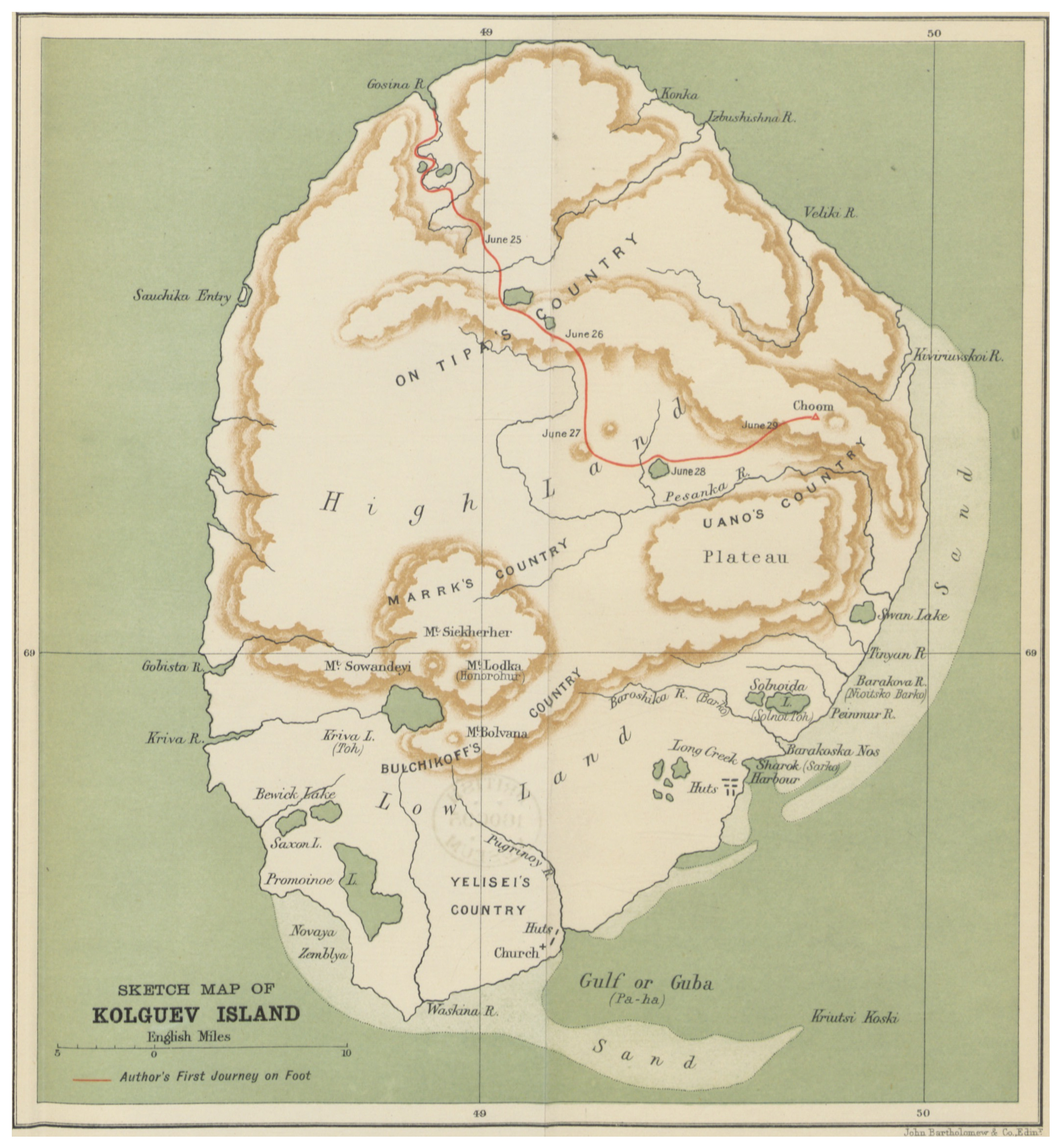
Karte von 1895

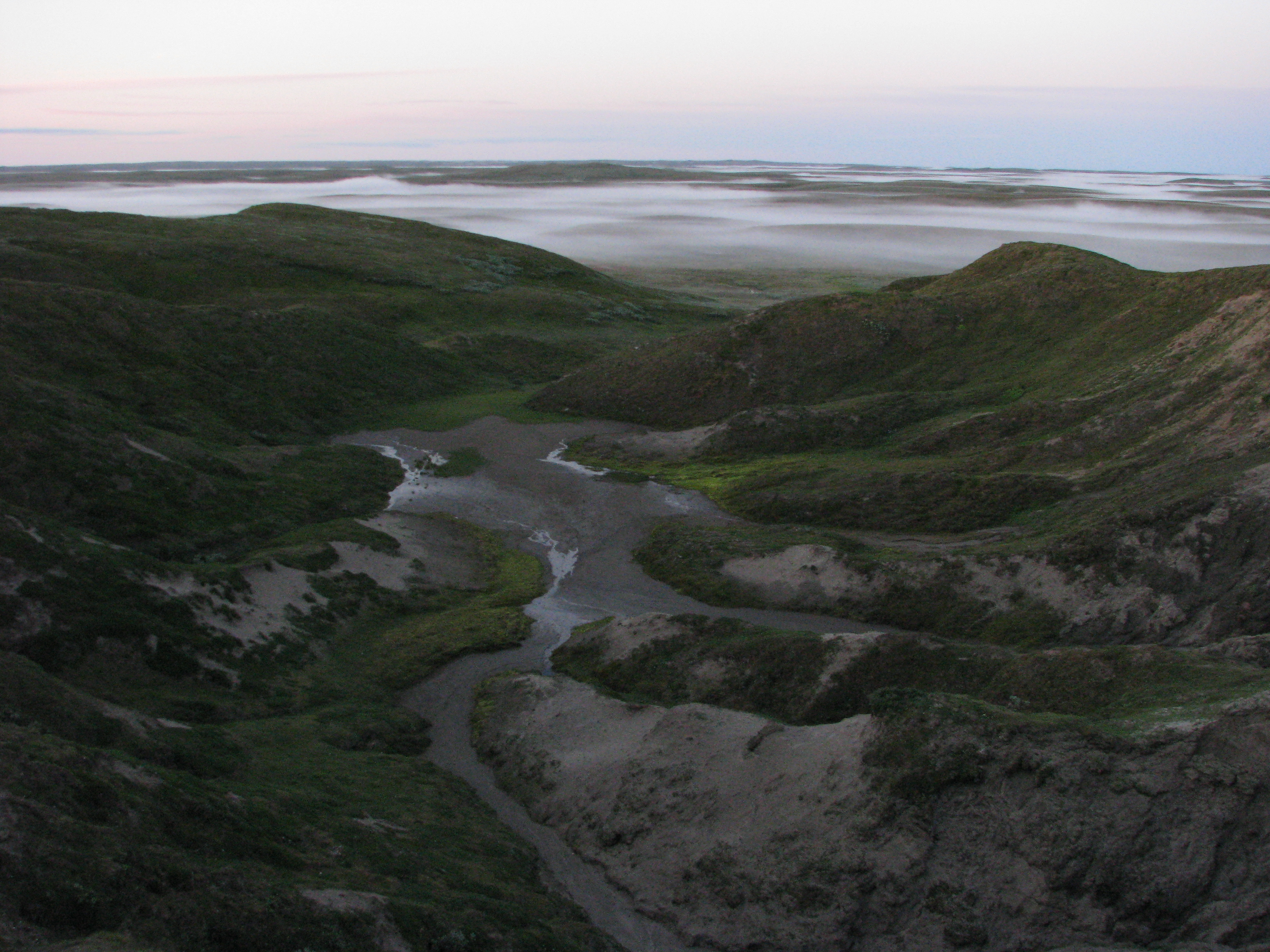
Blick über die Insel Kolgujew

Kolgujew (russisch Колгуев) ist eine russische Insel in der östlichen Barentssee. 

## Geografie
Die 3495 km² große Insel, die zum Autonomen Kreis der Nenzen gehört und rund 75 km vom nordosteuropäischen Festland entfernt liegt, befindet sich nordöstlich der Kanin-Halbinsel, nördlich des Timanrückens und nordwestlich des östlichen Teils des Nordrussischen Tieflands. Sie erhebt sich maximal 173 m über dem Meeresspiegel und ist überwiegend flach gegliedert. Das umgebende Meer ist sehr seicht und stellte mit seinen Sandbänken lange Zeit eine Gefahr für die Schifffahrt dar.
Das Klima der Insel Kolgujew ist rau und kühl mit langen, kalten Wintern (Januar −10 bis −15 °C, oft unter −20 °C) sowie kurzen und kühlen Sommern (Juli 4 bis 6 °C, 3 Monate über 0 °C). Die Vegetation ist tundrenähnlich mit einigen wenigen Sträuchern und Gräsern; es gibt zahlreiche Seen und Sümpfe sowie ein paar Flüsse. Kolgujew ist das Brutgebiet für die Mehrzahl der westeuropäischen Bläss-, Nonnen- und Waldsaatgänse, die hier aufgrund der vielen Wasser- und Sumpfflächen gute Lebensbedingungen vorfinden. Die Insel wird deshalb von BirdLife International als Important Bird Area (RU1436) ausgewiesen. Säugetiere sind auf der Insel selten, vereinzelt treten Rot- und Polarfüchse auf. 
Die Insel ist hauptsächlich von Nenzen bewohnt, die vor allem von der Rentierzucht leben. Außerdem wird auf Kolgujew seit 1987 Erdöl gefördert, nachdem 1982 an der Ostküste die Lagerstätte Pestschanoosjorskoje entdeckt worden war. Die Erkundungsarbeiten hatten bereits in den 1960er-Jahren begonnen.

## Ortschaften
Das einzige Dorf der Insel und Sitz des Kolgujewski-Dorfsowjets ist Bugrino an der Südküste mit 446 Einwohnern, davon 416 (93 %) Nenzen. Von dort führt ein gut 80 km langer Fahrweg quer über die Insel zur nur zeitweise bewohnten Siedlung Sewerny an der Nordküste.

## Verwaltung
Die Insel Kolgujew bildet die Gemeinde (Dorfsowjet Kolgujewski) innerhalb des Sapoljarny rajon des Autonomen Kreises der Nenzen.

## Geschichte
Kolgujew wurde bereits lange zeitweise von Pomoren bewohnt. Als erster westeuropäischer Entdecker sah wahrscheinlich Hugh Willoughby die Insel 1553, drei Jahre später auch Stephen Borough. Am 20. August 1580 liefen zwei Schiffe der Muscovy Company vor der Insel auf Grund, konnten aber wieder flottgemacht werden. Bei seinem Versuch, die Nordostpassage zu befahren, erlitt der Däne Jens Munk 1609 vor der Insel Schiffbruch und konnte nur mit Not das Festland im Beiboot erreichen. Um 1820 wurde die Küste Kolgujews von mehreren russischen Expeditionen kartiert, unter anderem von Friedrich Benjamin von Lütke. Seit Anfang des 19. Jahrhunderts siedelten sich Nenzen dauerhaft auf Kolgujew an.
Die ersten Wissenschaftler, die die Insel erforschten, waren 1841 der Botaniker Franz Joseph Ruprecht und der Physiker Aleksander Stepanowitsch Saweljew (1820–1860). 1894 verbrachte der Brite Aubyn Trevor-Battye (1855–1922) hier mehrere Monate mit naturwissenschaftlichen und ethnografischen Studien. Eine russische Expedition unter Leitung des Botanikers Sergei Alexandrowitsch Buturlin kartierte 1902 erstmals auch das Innere der Insel und erforschte die Tier- und Pflanzenwelt. Unter der Sowjetmacht wurde in den 1930er Jahren an der Nordspitze der Insel die Forschungsstation Sewerny eingerichtet.